# Trifon Nedeltschew
Trifon Nedeltschew (bulgarisch Трифон Неделчев; * 8. November 1945 in Markowo, Bulgarien) ist ein bulgarischer Bildhauer und Maler.

## Leben
Trifon Nedeltschew studierte Bildhauerei von 1973 bis 1977 in Weliko Tarnowo und ist seit Studienabschluss in allen Nationalgalerien Bulgariens vertreten. Nach Teilnahme an einem internationalen Bildhauerpleinair in Leipzig 1983 und zahlreichen architekturbezogenen Arbeiten verlegte er 1992 seinen Wohnsitz nach Deutschland und wandte sich verstärkt der Malerei (Aquarelle, Acryl) zu.
Er wird von der Galerie Helmers vertreten.

## Werke
Arbeiten des Künstlers befinden sich in den Nationalgalerien Sofia und Plowdiw und weiteren Kunstgalerien Bulgariens sowie in Privatsammlungen in Deutschland, Österreich, im Libanon und den USA.